# Gmina Surju
Gmina Surju (est. Surju vald) – gmina wiejska w Estonii, w prowincji Parnawa.
W skład gminy wchodzi:
- 11 wsi: Surju, Metsaääre, Jaamaküla, Lähkma, Saunametsa, Kikepera, Kalda, Ristiküla, Kõveri, Ilvese, Rabaküla.